# وسام كارل ساغان
وسام كارل ساغان للتميز في الاتصالات العامة في علوم الكواكب (يعرف اختصارا بوسام كارل ساغان) هو وسام يقدم من شعبة علوم الكواكب التابع للجمعية الفلكية الأمريكية بهدف تكريم علماء الفلك الذين ساهمت جهودهم بشكل كبير في توعية الجمهور بمدى أهمية ومتعة دراسة علوم الفلك.
الوسام على اسم عالم الفلك والفيزيائي الأمريكي كارل ساغان (1934-1996) تكريما له وتخليدا لذكراه.

## الفائزين بميدالية كارل ساغان
الجائزة تعطى بصورة سنوية ولم تتوقف غير مرتين فقط عام 2003 وعام 2007. لا تنظر الجمعية إلى العرق، الجنس أو جنسية عالم الفلك. 
- عام 1998: وليام ك. هارتمان.[6]
- عام 1999: كلارك تشابمان.[7]
- عام 2000: لاري ليوفوفسكي
- عام 2001: اندريه بريتش.[8]
- عام 2002: هايدي هامل.[9]
- عام 2003: لم يحصل أحد على الجائزة
- عام 2004: ديفيد موريسون.[10]
- عام 2005: روزالي لوبيز.[11]
- عام 2006: ديفيد جرينسبون.[12][13]
- عام 2007: لم يحصل أحد على الجائزة
- عام 2008: ج. جيفري تايلور.
- عام 2009: ستيف سكويرز.[14]
- عام 2010: كارولين بوركو.[15]
- عام 2011: جيمس إف بيل الثالث
- عام 2012: باتريك ميشيل.[16]
- عام 2013: دونالد ك. ييومانس.[17]
- عام 2014: غي جي كونسلمانجو.[18]
- عام 2015: دانيال دي دوردا.
- عام 2016: يونغ تشون تشنغ.
- عام 2017: ميغان شوامب وهنري ثروب.[19][20]
- عام 2018: بوني باراتي

## وصلات خارجية
- وسام كارل ساغان
- محاضرة وسام كارل ساغان- هنري ثروب.